# Eukoenenia gadorensis
Eukoenenia gadorensis är en spindeldjursart som beskrevs av Mayoral och Barranco 2002. Eukoenenia gadorensis ingår i släktet Eukoenenia och familjen Eukoeneniidae. Inga underarter finns listade i Catalogue of Life.